# Ротонда (кафе)
Кафе «Ротонда» (фр. Café de la Rotonde) — известное кафе в квартале Монпарнас в Париже. На своём официальном сайте La Rotonde определяет себя как брассери и ресторан.
Расположенное на Carrefour Vavin (перекрёстке Вавен), на углу бульвара Монпарнас и бульвара Распай, небольшое кафе (бистро) было основано в 1903 году. Затем в 1911 году оно было приобретено, расширено и переоборудовано Виктором Либионом. Наряду с Le Dôme, Les Deux Magots и La Coupole кафе было известно как место встречи интеллектуалов — известных художников и писателей в период между двумя мировыми войнами. В настоящее время популярный ресторан, который стал исторической достопримечательностью Парижа.

## История

### Предпосылки возникновения
Популярность кафе во многом объяснялась тем, что в нулевые годы XX века Монпарнас, который до того времени был «одной из обычных, ничем не примечательных, полудеревенских окраин столицы» стал популярным местом жительства, работы и времяпровождения представителей интеллектуальных и творческих кругов Парижа (особенно молодых художников и поэтов), постепенно переняв эту роль у Монмартра. В числе причин оттока художников с Монмартра называют также ухудшение криминогенной ситуации. Андре Моруа образно назвал Монмартр и Монпарнас двумя «державами-соперницами», при этом заметив, что ему не нравится такое сравнение, а искусствовед Жан-Поль Креспель в своей книге «Повседневная жизнь Монмартра во времена Пикассо (1900—1910)» отток художников с Монмартра выразил словом — «исход». Это положение Монпарнаса как средоточия артистической среды было упрочено также постепенным обустройством района, свидетельством чего стало открытие участка метро на линии «Север — Юг», связывающего между собой Монмартр и Монпарнас. Так, с ноября 1910 года поезда начинают ходить от «Порт де Версай» до «Нотр-Дам-де-Лорет», а с апреля 1911 года до площади Пигаль. Облагораживание района привела к значительным переменам в укладе и образе жизни Монпарнаса. По этому поводу Жан-Поль Креспель в своей книге «Повседневная жизнь Монпарнаса в Великую эпоху. 1903—1930 гг.» писал: «В 1911 году открыли бульвар Распай, и над огромной сценой Монпарнаса словно поднялся занавес. Пятьдесят лет создавался этот бульвар. Тридцать пять из них ушло на преодоление последнего участка: улица Вожирар — перекрёсток Вавен. Но, как только умчался блистающий экипаж президента Пуанкаре, всё стало стремительно меняться. Заманивать артистическую публику принялась „Ротонда“, несколькими месяцами раньше открывшаяся на одном из перекрёстков».

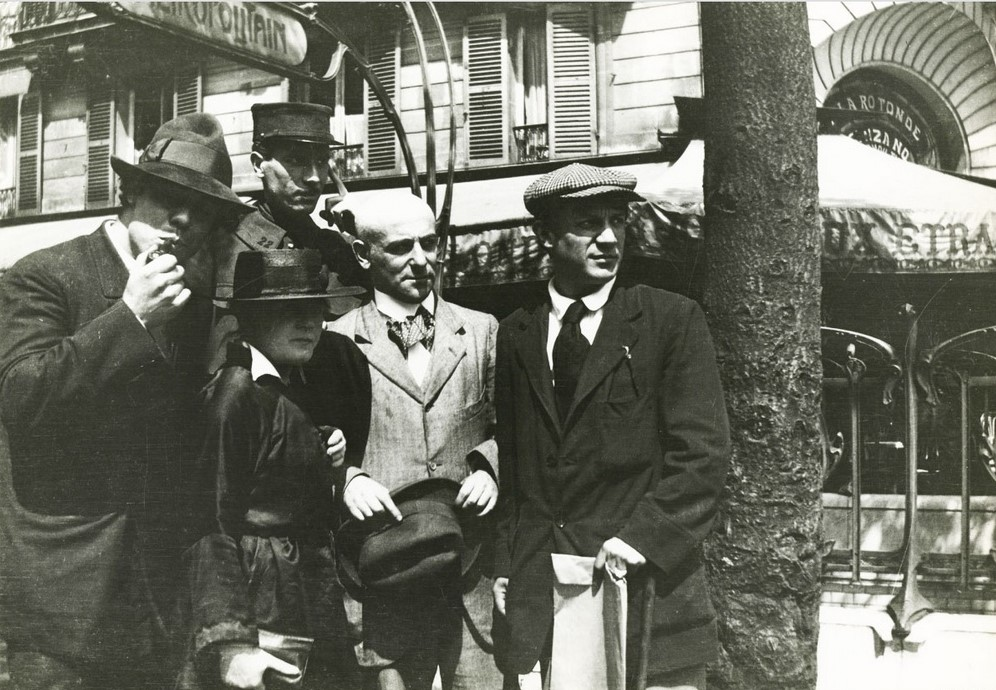
Макс Жакоб, Мария Васильева, Анри-Пьер Роше (в военной форме), Мануэль Ортис де Сарате и Пабло Пикассо перед кафе «Ротонда». Фотография Жана Кокто. 1916

Около 1910 года с Монмартра на Монпарнас переселились такие ставшие уже довольно известными живописцы, как Андре Дерен, Кес Ван-Донген, Амедео Модильяни, Пабло Пикассо, который выражал сожаление, что художники покинули фаланстер «Бато-Лавуар», объясняя это тем, что у ранее бедствующих художников появились первые деньги. Вслед за этими художниками к ним присоединились, надеясь прославиться, и другие артисты, в том числе и зарубежные, причём буквально со всего света — от Скандинавии, Мексики и Чили, до Японии и Восточной Европы. Ведущим искусством на Монпарнасе стала живопись, появились множество ранее никому не известных художников, что позволило В. В. Маяковскому в своём парижском очерке «Живопись» (1922) заметить: «Франция дала тысячи известных имён. А на каждого с именем приходится ещё тысяча пишущих, у которых не только нет имени, но и фамилия их никому не известна, кроме консьержки». Кроме того, по его мнению, во Франции живопись признаётся главным искусством, а картины можно увидеть буквально везде: «Кафе, какая-нибудь Ротонда сплошь увешана картинами».

### Создание кафе
Также своей славой кафе обязано личности и деятельности его владельца Виктора Либиона, который, приобретя непритязательное бистро, существовавшее с 1903 года, постепенно сделал ставку на привлечение и обслуживание артистической богемы Парижа. По другой версии Либион, специализировавшийся на покупке и последующей продаже разорившихся предприятий, выкупил обувной магазин и переоборудовал его в бар.
Для привлечения посетителей Либион пообещал натурщицам, позировавшим в соседних художественных академиях, студиях и школах, бесплатно их кормить, при условии, что они будут приводить с собой в его бар художников. Либион расширил и переоборудовал заведение в 1911 году, и его кафе приобрело славу и клиентуру среди литературно-художественной богемы, в частности, среди представителей так называемой космополитичной «Парижской школы». Среди представителей этой «школы» было много выходцев из Восточной Европы и Российской империи, многие из которых первоначально не говорили по-французски и не имели документов на проживание.
В связи с переориентацией клиентуры и её расширением Либион пристроил веранду-беседку, обзавёлся соответствующим инвентарём, плетёными креслами и столиками, нанял официанта. Однако и при таком развитии дел в кафе стало тесно от всё возрастающего количества посетителей, и тогда Либион выкупил помещение мясной лавки, которая примыкала к кафе со стороны бульвара Монпарнас и переоборудовал её в основной зал. После всех этих преобразований кафе приобрело ещё большую клиентуру: «валом повалили художники и поэты, за ними потянулись клиенты побогаче, привлечённые экстравагантным видом художественной богемы, собиратели, скупщики картин».

### Организация работы и посетители

#### До Первой мировой войны

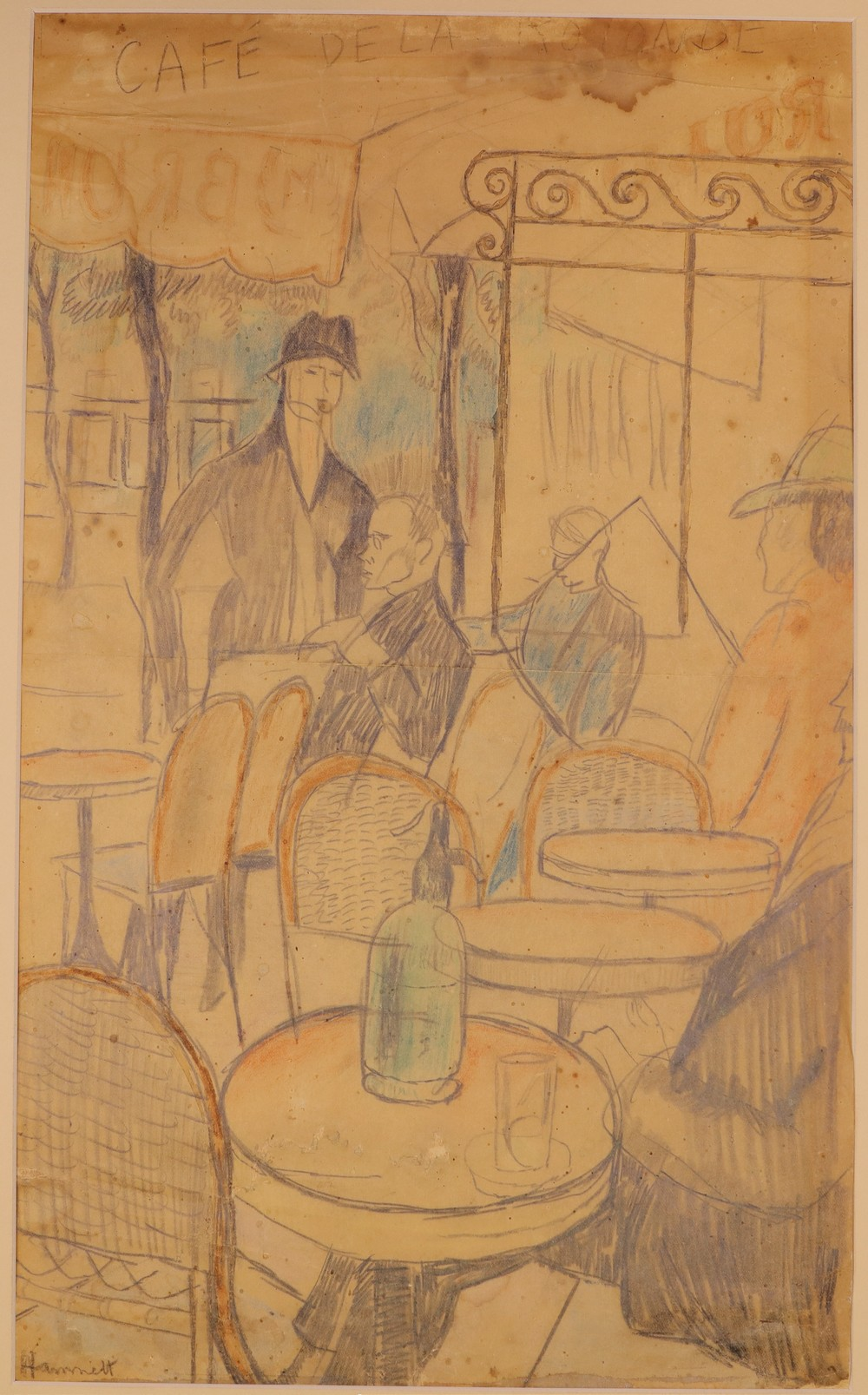
Нина Хэмнетт. Кафе «Ротонда». Не позднее 1923

Сюда часто заходил Пабло Пикассо, у которого была студия поблизости. В 1910 году Анна Ахматова, находясь в Париже с Николаем Гумилёвым, видимо, именно в этом кафе знакомится с Модильяни (их знакомство возобновится через год). По другой версии, они бывали в этом кафе, но по отдельности. В 1914 году, когда английская художница Нина Хэмнетт приехала на Монпарнас и посетила кафе, улыбающийся человек за соседним столом в La Rotonde любезно представился как «Модильяни, художник и еврей». Они стали хорошими друзьями. Позже Хэмнетт рассказала, как однажды позаимствовала майку и вельветовые брюки у Модильяни, а затем отправилась в Ла Ротонд и танцевала на улице всю ночь. Модильяни по вечерам часто рисовал в кафе портреты, иногда двадцать рисунков подряд, и там же пытался их продать. По одной из версий, именно в этом кафе Модильяни познакомился со своей последней любовью Жанной Эбютерн. Один из биографов заметил, что в этом кафе Модильяни фактически постепенно и «умирал». Во время церемонии похорон Модильяни, «превратившего „Ротонду“ в арену самовыражения», художники собрались и вышли на кладбище Пер-Лашез из кафе. После просмотра фильма «Монпарнас 19» с Жераром Филипом в главной роли поэт Марк Талов возмущался, что ни в одном кадре не показано излюбленное кафе Модильяни: «А весь день с утра до самого закрытия кафе он проводил в „Ротонде“, здесь он дневал и ночевал, здесь работал. И не пиво он пил, а очень острый коньяк амер пикон. Употреблял и наркотики». 

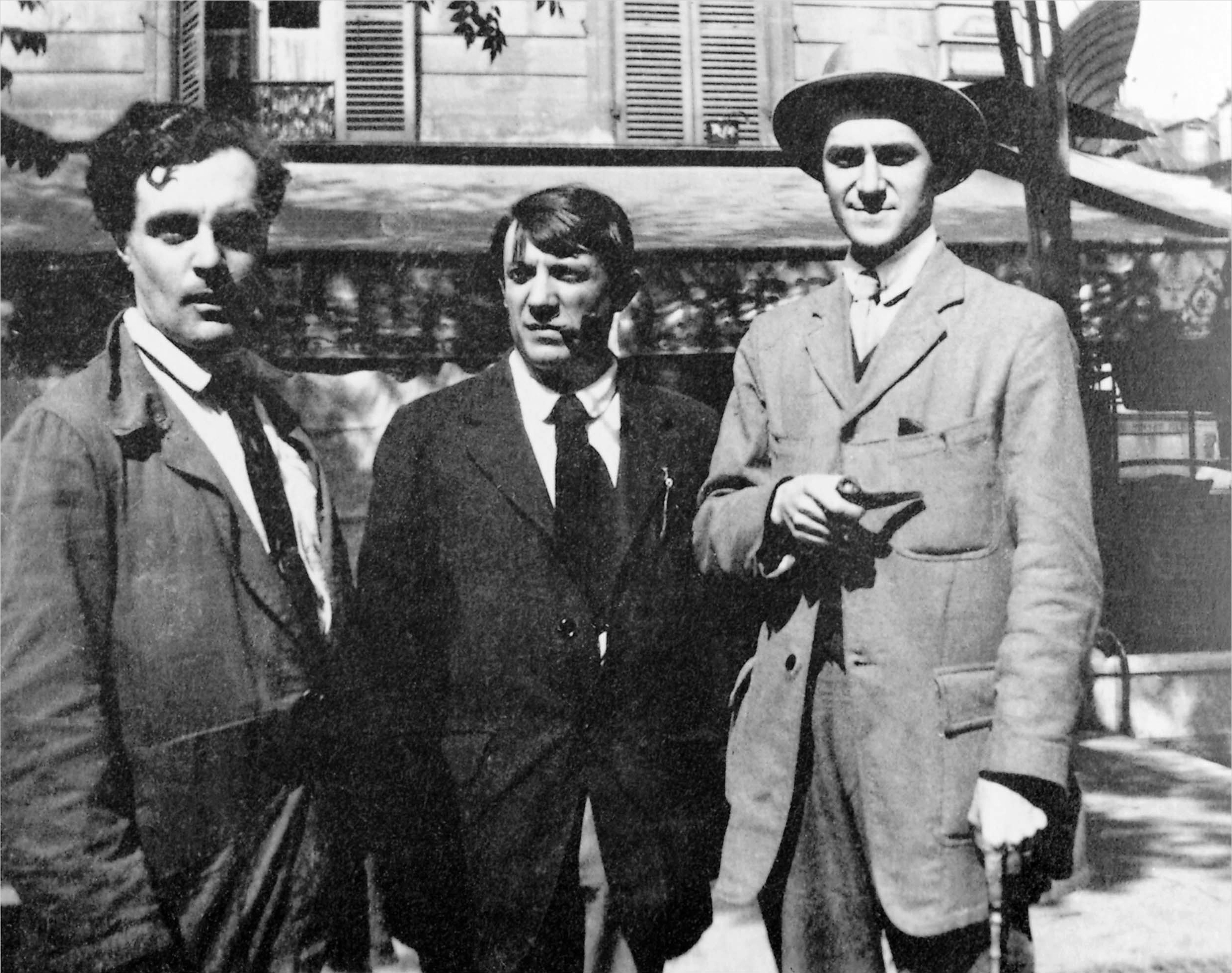
Модильяни, Пикассо и Андре Сальмон у входа в кафе в 1916 году. Фото Жана Кокто

В эту богемную эпоху владелец кафе Либион позволял бедствовавшим голодным художникам часами сидеть в своём заведении за чашкой кофе по десять сантимов и отворачивался, когда они отламывали кусочки от багета в корзине с хлебом. Персонал кафе не требовал у малоимущих обновления заказа. Если художник не мог оплатить счёт, Либион часто принимал в качестве оплаты рисунок, который возвращал автору, когда тот расплачивался. Таким образом, были времена, когда стены кафе украшала коллекция произведений искусства, которые сегодня могут заставить кураторов величайших музеев мира «пускать слюни от зависти». По замечанию одного из биографов Модильяни, «папаша Либион» являлся «одним из главных действующих лиц квартала», который, когда мог, помогал художникам — «этим добровольцам армии нищих, стоившим ему больше, чем они могли ему дать».
По воспоминаниям Эренбурга, это был добродушный толстый кабатчик, купивший небольшое кафе, которое случайно стало генеральным штабом «разноязычных чудаков»: «Конечно, порой он брал рисунок Модильяни за десять франков — ведь блюдечек гора, а у бедняги нет ни одного су… Иногда Либион совал пять франков поэту или художнику, сердито говорил: „Найди себе бабу, а то у тебя глаза сумасшедшие…“ На его нижней губе неизменно красовался окурок погасшей сигареты. Ходил он по большей части без пиджака, но в жилетке». По другим сведениям, «добрый папаша Либион» был несколько идеализирован во многих воспоминаниях и, в частности, в книге Эренбурга «Люди, годы, жизнь». Так, литературовед В. Я. Виленкин в своей книге «Амедео Модильяни» приводит рассказанное ему Марком Таловым свидетельство о поведении и характере владельца кафе: «Конечно, он любил художников и покровительствовал непризнанным, но по-своему. Когда он видел, что у них совсем нет денег, он заставлял их писать, рисовать, заставлял приносить готовые полотна. Давал десять франков и говорил: „Смотри, сукин сын, эти десять франков ты пропьёшь у меня в кафе!“ Он был себе на уме». Тем не менее Талов уже в своих воспоминаниях отмечал, что Либион не был похож на других хозяев кафе и мог в трудную минуту поддержать оказавшихся в бедственном положении художников; кроме того, они здесь могли не только выпить (как было ранее), но и поесть. Учитывая интересы интернациональной публики, Либион специально выписывал кроме французских также немецкие, русские и шведские газеты.
Среди посетителей заведения было много бездомных, а Либион даже разрешал подававшим надежды и не имеющим крыши над головой художникам ночевать в креслах своего кафе при условии, что они будут вести себя спокойно и не будут устраивать шум и скандалы. Кафе работало практически круглосуточно: в два часа ночи «Ротонда» закрывалась на один час, а в три часа кафе открывалось, и в этот период времени бездомные художники могли отдохнуть час-другой на креслах, что противоречило полицейским предписаниям и грозило хозяину штрафами. Характер взаимоотношений «папаши Либиона» и художников может также проиллюстрировать история из мемуаров знаменитой натурщицы Кики с Монпарнаса, которая очень стремилась попасть в «Ротонду», но внутрь главного зала её не пускали, так как у неё не было шляпки. Позже она нашла шляпку и, по её словам, чтобы войти в «Ротонду», «готова была промаршировать туда на голове». В кафе Кики познакомилась со многими художниками и стала их моделью и подругой. Также она отмечала, что «туда ходили, как к себе домой, в лоно семьи»: «Папаша Либион — лучший из людей и он обожает их, эту артистическую кучу сброда!» Художники тащили из кафе к себе домой и в мастерские блюдца, вилки, ножи, тарелки и т. д., а хозяин смотрел на это сквозь пальцы. Однажды художники пригласили Либиона к себе на вечеринку по случаю удачной продажи картины Модильяни, а там было много «позаимствованных» предметов из кафе вплоть до столов и стульев. Увидев это, Либион не говоря ни слова ушёл, в связи с чем художники расстроились, но через несколько минут он вернулся уже с целой «охапкой бутылок», сказав: «Только вино здесь было не от меня, так я решил принести вина. Давайте все за стол! Я голоден как собака».
Кроме того, популярность кафе у артистической богемы объяснялась тем, что Либион, несмотря на скандалы и драки в кафе, старался не привлекать в таких случаях полицию. К наиболее известному скандалу можно отнести дуэль перед помещением кафе Моисея Кислинга и Леопольда Готтлиба, одним из секундантов был Диего Ривера. По воспоминаниям Эренбурга, о дуэли «пронюхали журналисты, и на один день все газеты занялись „Ротондой“». Эренбург писал, что кафе представляло собой «и смесь племён, и голод, и споры, и отверженность» и объяснял скопление будущих знаменитостей в кафе взаимным влечением: «Не скандалы нас привлекали; мы даже не вдохновлялись смелыми эстетическими теориями; мы просто тянулись друг к другу: нас роднило ощущение общего неблагополучия».
Марк Талов, войдя туда впервые после двух недель после своего появления в Париже, описывал обстановку и царившую в кафе атмосферу следующим образом: «я был околдован её феерическим видом, опьянён шумом, спорами, свободно выражаемыми суждениями»: «За каждым столиком сидели „звёзды“, окружённые своими почитателями и последователями». По его словам, с тех всё своё время он проводил в кафе, бывая там каждый день. Однажды там с ним произошёл полуанекдотический случай, когда его за столик пригласил «буржуазного облика безукоризненно одетый человек», который угостил его, а после Талова стали расспрашивать: «Что вам говорил Томас Манн?» — «Да я и не понял его… Это был Томас Манн?». Обычная клиентура кафе состояла из «прекрасных натурщиц, поэтов, художников и скульпторов вольных академий Шеврезской улицы, людей разных языков и состояний, которых судьба привела сюда с разных концов земного шара». Талов приводит и подробное описание кафе, состоявшего из двух отделений:
Одна часть во всю длину занята оцинкованной стойкой, парижане называли её просто „цинком“: „Выпить у цинка“, „Занять столик у цинка“. Стоишь у „цинка“, и перед тобою играет переблеск на тёмно-зелёных бутылках самой разной формы. В них аперитивы, крепкие напитки. На левом краю „цинка“ на фоне высокого никелевого самовара, в котором почти целые сутки варился кофе, выделялась стройная фигура женщины бальзаковского возраста — жены владельца „Ротонды“ — мадам Либион, сидевшей за кассой. Перегородка из богемского стекла отделяла „цинк“ от основного зала: в стены инкрустированы зеркала, вдоль стен во всю длину — удобные, мягкие, обитые кожей сиденья; мраморные, с розовыми прожилками столешницы на треногах. Три, иногда четыре гарсона, обслуживают клиентов.
Биограф Маревны писал, что стены кафе можно выложить мемориальными плитками, так как «перечисление имён завсегдатаев „Ротонды“ повторит страницы энциклопедии истории искусств». Эренбург и Талов приводят неполный список посетителей и завсегдатаев кафе из числа наиболее выдающихся представителей художественных кругов Парижа: Пикассо, Модильяни, Поль Синьяк, Шарль Герен, Анри Матисс, Альбер Марке, Морис де Вламинк, Фудзита, Хуан Грис, Диего Ривера, Марк Шагал, Маревна, Хаим Сутин, Жюль Паскин, Моисей Кислинг, Каземир Малевич, Кирилл Зданевич, Александр Архипенко, Осип Цадкин, Жак Липшиц, Оскар Мещанинов, Эмиль Бурдель, Аристид Майоль, Гийом Аполлинер, Поль Фор, Макс Жакоб, Блез Сандрар, Андре Сальмон, Жан Кокто, Морис Равель, Венсан д’Энди, Эрик Сати, Франсис Пуленк, Анатоль Франс и др.

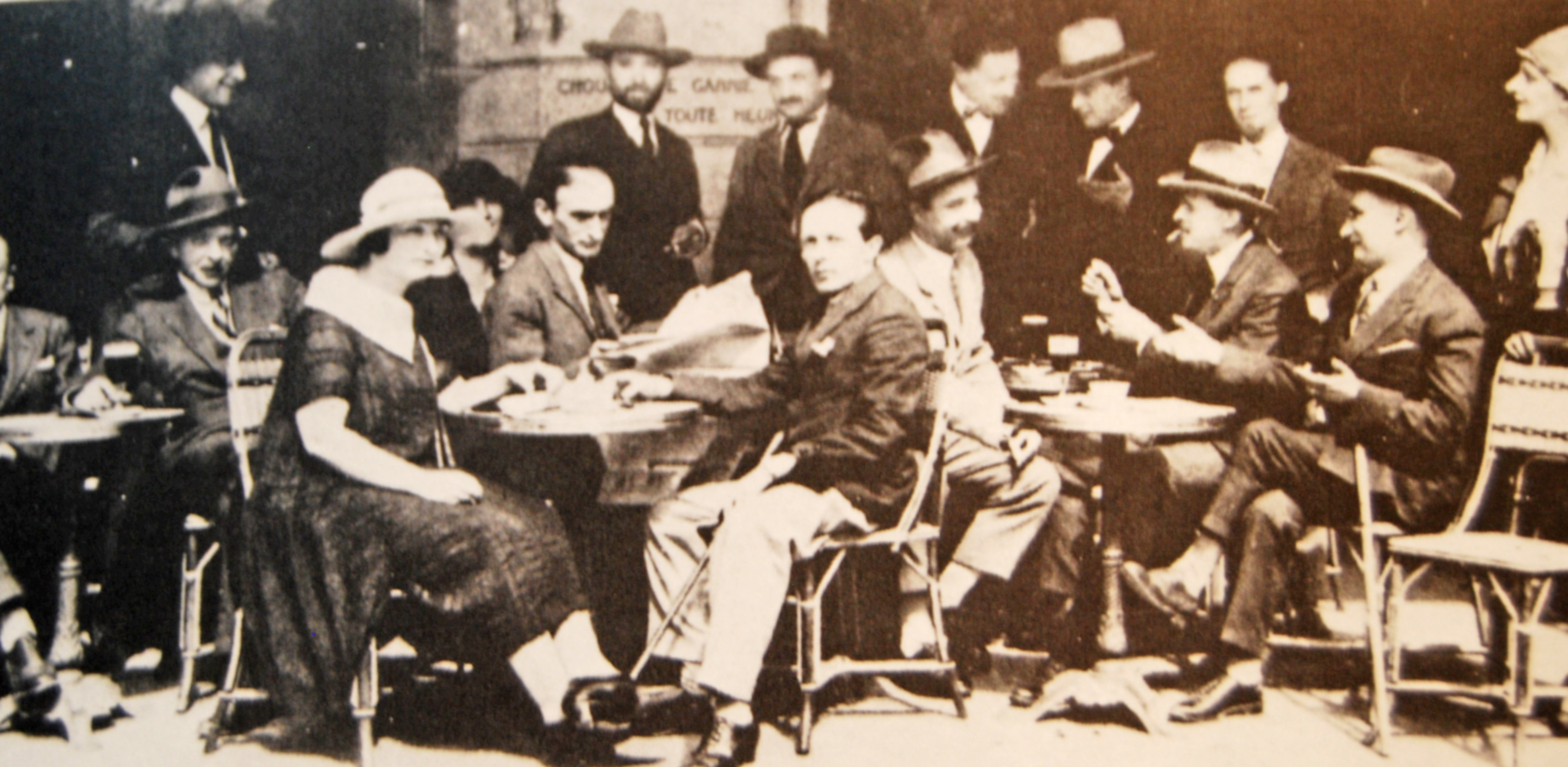
Леопольд Зборовский с друзьями на террасе кафе (1924)

Художники там продавали свои картины. Амшей Нюренберг писал по этому поводу: «„Ротонда“ — это своеобразная биржа, где художники находят маршанов, которым продают свои произведения, находят критиков, согласных о них писать». Жанна Модильяни (дочь художника) рассказывает, что отец, часто сидя в кафе, рисовал портреты каждого, кто оказывался сидящим напротив него, после чего продавал рисунки клиентам со словами: «Я Модильяни. Еврей. 5 франков».
Поэт и прозаик Ю. К. Терапиано в своей книге воспоминаний «Встречи» приводит дошедшие до него сведения, что в кафе устраивались закрытые вечеринки для своих, а натурщица Кики, приказав никого из посторонних не впускать в кафе, устраивала конкурсы красоты «ню».
В определённое время кафе «Ротонда» было популярно среди русских социал-демократов. В своих письмах его упоминал Ленин, который, если верить легенде, побывал там 12 раз. Сведения о его пребывании в этом кафе противоречивы, а некоторые исследователи это отрицают. По мнению современного биографа Ленина Л. А. Данилкина, несмотря на то, что в первый год нахождения в парижской эмиграции (1908—1912) Ленин действительно часто посещал различные кафе в районе XIV округа Парижа, где он проживал, но по своей сути он не был «монпарнасцем» и не вёл богемный образ жизни, свойственный парижским булвардье: «более того, он ещё и читал нотации молодым людям, ведущим „стиляжий“ образ жизни. „Каждая революция, — распекал он их, — приносит свою грязную пену. Что, думаете, вы — исключение?“ Ленин не любил ни кафе „Ротонда“, ни в целом весь этот квартал „пены“ с его кофейной культурой». В своих мемуарах Маревна мимоходом заметила: «Однажды здесь побывал Ленин, к нему отнеслись спокойно и встретили без всяких оваций». В зарубежной прессе ошибочно указывалось, что в этом кафе Ю. П. Анненков выполнил известный портрет Ленина, что не соответствует действительности, так как портрет был создан в 1924 году на основе рисунка сделанного в Кремле в 1921 году и за него на всесоюзном конкурсе он стал лауреатом первой премии. Сам художник писал, что он как завсегдатай кафе «постоянно встречал там Цадкина, Пуни, Кислинга, Шагала, Фужиту, Орлову, иногда — Аполлинера, Модильяни и многих других известностей и знаменитостей, до Пикассо включительно, но ни разу не видел Ленина. Впрочем, Ленин, живший в Париже с 1908 года, покинул этот город уже в январе 1912-го года. Теперь журналисты придумали эту монпарнасско-ротондовскую легенду и не редко пишут о ней».
Здесь неоднократно бывал Лев Троцкий; шумные собрания, организованные им, иногда разгоняла полиция. Здесь Троцкий много спорил об искусстве с Диего Риверой с которым был дружен, играл в шахматы с Кандинским. Кики в своих мемуарах писала: «Там бывали все политики мира, которые, казалось, всё время готовили революцию». Посетителями кафе среди политических и революционных деятелей были также Савинков, Луначарский, Ю. О. Мартов, Л. О. Лапинский, В. А. Антонов-Овсеенко, В. М. Чернов. Одним из преимуществ кафе для них было то, что здесь можно было прочитать значительные иностранные газеты. Во время войны кафе на несколько недель приостанавливало работу: в нём обнаружили людей из русского экспедиционного корпуса, пытавшихся встретиться с революционерами. Получив возможность снова открыть своё заведение, Либион совершил неосторожный поступок, угостив клиентов выпивкой по поводу свержения русского царя, чем опять привлёк к себе внимание полиции.

#### Первая мировая война

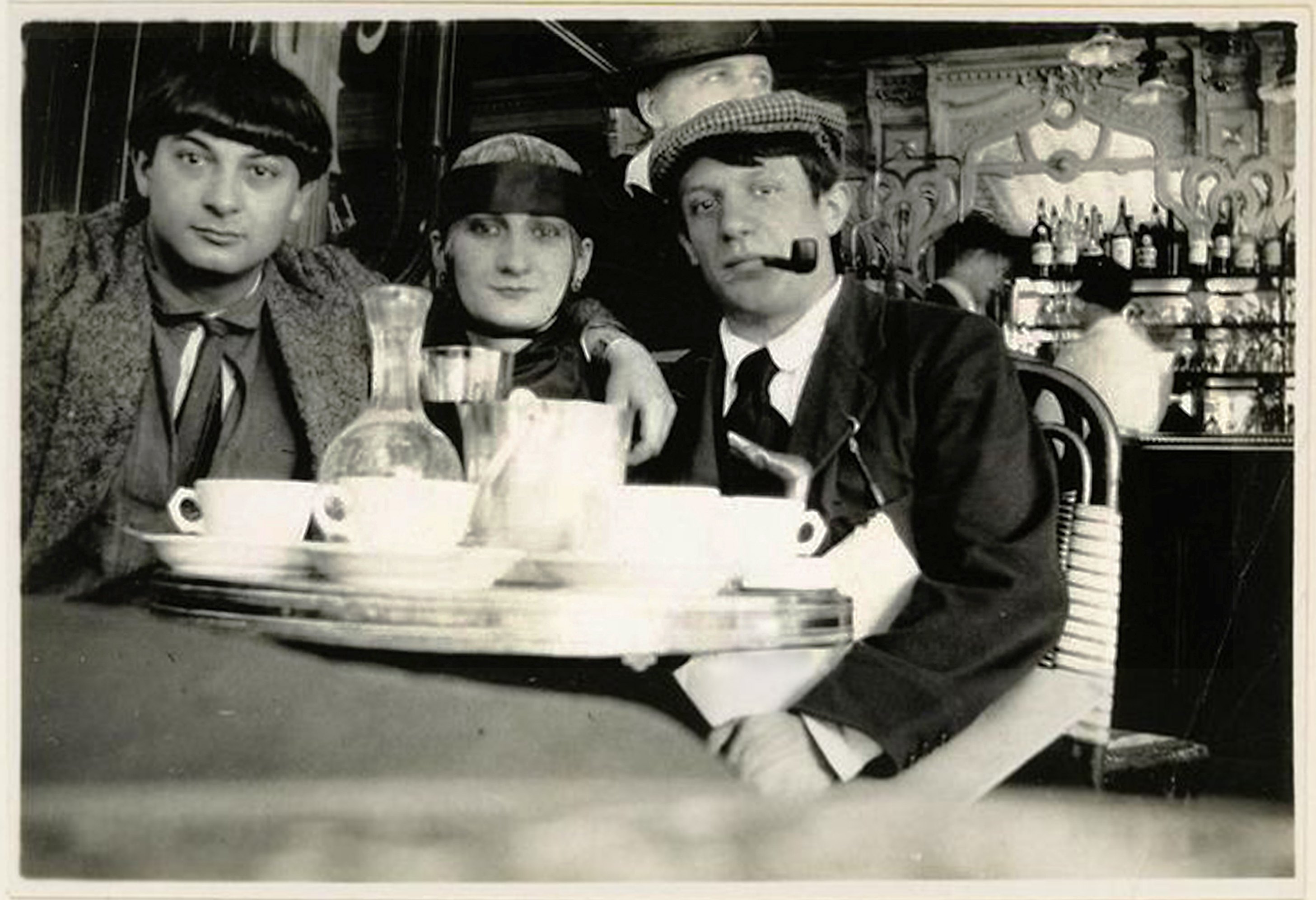
Справа налево: Пабло Пикассо, Пакеретт и Моисей Кислинг в «Ротонде». Август 1916 года

В годы Первой мировой войны многие постоянные посетители ушли на фронт, сюда стали заходить другие лица. В своей книге воспоминаний Маревна писала об этом времени: «В холодные, короткие и часто голодные зимние дни мы все околачивались в „Ротонде“. Сюда приходили все. Богема. Проститутки. Солдаты. Мы толпились у туалета, чтобы умыться. <…> У большинства из нас постоянно не было угля и газа, в печках давно уже сгорело всё, что можно было сжечь, а в наших мастерских вода превращалась в лёд».

#### После Первой мировой войны
В 1918 году, после обвинений в контрабанде американских сигарет, Либион был вынужден продать своё заведение. Кроме того, полиция стала рассматривать кафе как не совсем благонадёжное и с политической точки зрения. Либион приобрёл небольшое кафе в более спокойном районе и умер через несколько лет после этого. На его похоронах присутствовали многие из известных посетителей «Ротонды». По различным причинам прежние посетители стали покидать «Ротонду», и во многом их место заняли туристы, привлечённые туда прошлой художественной славой кафе. Кафе ещё больше расширилось, присоединив помещение парфюмерной лавки и соседнего кафе «Парнас». После этого оно полностью изменилось, став более статусным и сочетая в себе бар, пивную и ресторан с танцплощадкой на втором этаже. В кафе стало приветствоваться появление более состоятельной клиентуры, чем ранее, и с тех пор неимущих посетителей здесь встречали неприветливым взглядом. Эти изменения затронули и Монпарнас, который превратился из артистического центра в популярное туристическое место.
В «Ротонде» бывали Максимилиан Волошин, Анна Ахматова, Владимир Маяковский. Маяковский своё стихотворение «Верлен и Сезан» из сборника «Париж» (1924—1925) заканчивает следующими стихами:
Париж,
   фиолетовый,
         Париж в анилине,
вставал

   за окном „Ротонды“.
В стихотворении «Прощание» («Кафе») из того же цикла, обыгрывая пословицу «все дороги приводят в Рим», русский поэт писал, что для парижанина таким центральным и определяющим местом является кафе: «И Рем и Ромул, и Ромул и Рем в „Ротонду“ придут или в „Дом“». Маяковский также писал о кафе в поэме «Про это» (1923) — «Ротонда».

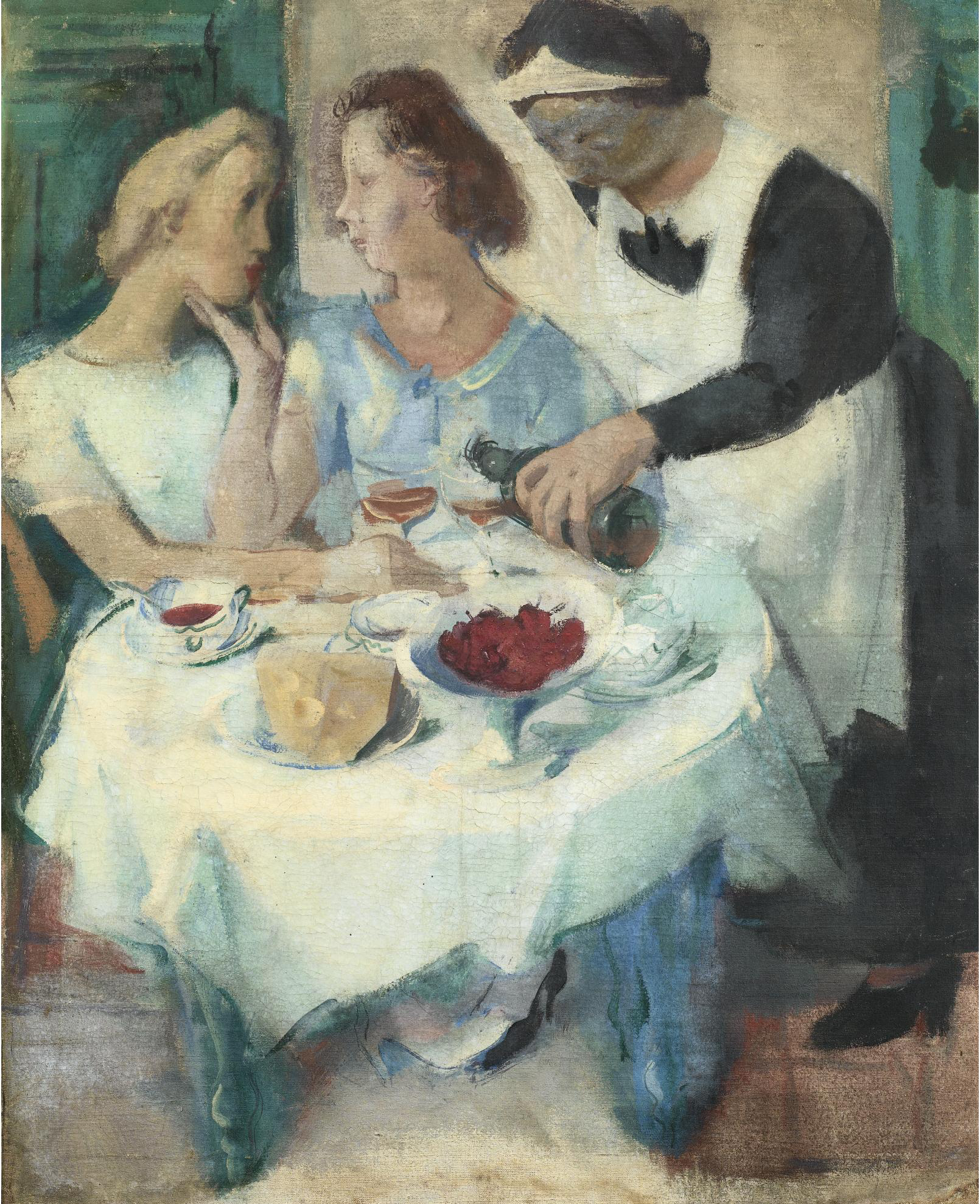
Александр Яковлев. В кафе «Ротонда»

В 1920-е и 1930-е годы художников сменили начинающие писатели Эрнест Хемингуэй, Фрэнсис Скотт Фицджеральд, Жорж Сименон. Хемингуэй неоднократно упоминал кафе в своих книгах («И восходит солнце», «Праздник, который всегда с тобой»). О широкой известности «Ротонды» может свидетельствовать тот факт, что в первом романе писателя отмечалось: «Какое бы кафе на Монпарнасе вы ни назвали шофёру, садясь в такси на правом берегу Сены, он всё равно привезёт вас в „Ротонду“». В своей последней книге Хемингуэй, который предпочитал менее людные кафе (например, «Клозери де Лила») отмечая, что тогда многие ходили в кафе на перекрёстке бульваров Монпарнас и Распай лишь с целью показаться на людях, всё же писал, что «в какой-то мере эти кафе дарили такое же кратковременное бессмертие, как столбцы газетной хроники».
В 1922 году в своей статье-очерке «Американская богема в Париже. Чудной народ» он писал, что это кафе «стало самым притягательным для туристов пунктом Латинского квартала». В основном отрицательно относясь к появляющейся там американской публике, за представителями которой он ходил туда наблюдать, называя её «пеной» и отмечая, что «настоящие художники, создающие подлинные произведения искусства, не ходят сюда и презирают завсегдатаев „Ротонды“», Хемингуэй писал по этому поводу:
Заглянув впервые в высокий, продымленный под самый потолок, тесно заставленный столиками зал „Ротонды“, ощущаешь примерно то же, что входя в птичий павильон зоологического сада. Оглушает потрясающий, зычный, многотембровый, пронзительный гомон, прорезаемый лакеями, которые порхают сквозь дым, как чёрно-белые сороки.
Сходной точки зрения придерживался и Андре Моруа, который отмечал, что эпоха просперити была для Соединённых Штатов временем небывалого процветания, а меценатство стало одним из атрибутов роскоши: «Обладавшие громадными возможностями, музеи Америки скупали картины новых мастеров. Частные коллекции дрались за творения модных художников. Поток долларов хлынул в кафе „Дом“ и „Ротонда“. Большие художники приобрели большие автомобили. Большие кафе заказывали большие фрески для своих помещений. Монпарнас привлекал так много зрителей, что качество зрелищ снизилось».
Изменения произошедшие в кафе фиксировала и советская пресса: «В знаменитой „Ротонде“, где по традиции ещё внизу художники и литераторы проводят часы в словопрении на старые темы, наверху, обливаясь обильным потом, фокстротируют парижане». В 1927 году советский критик, отмечая былые заслуги кафе в «циммервальдскую пору», когда в нём бывал Троцкий, осуждающе писал: «Ах, это было время великих дел, а теперь в „Ротонде“ никого, кроме занюханных молодых людей, проституток и господина Эренбурга, пожалуй и не встретишь».
Драматург Александр Афиногенов в 1932 году записал в своей записной книжке, что, несмотря на упадок кафе, Эренбург всё равно продолжал его посещать как раз по причине его малолюдности. Со слов Эренбурга Афиногенов записал: «Была царицей „Ротонда“, потом „Дом“, „Купол“, открылись ещё три напротив, а „Ротонда“ зачахла, туда не ходят; так как там груб хозяин и грязно. Картина — в „Куполе“ и „Доме“ негде сесть, а в „Ротонде“ вся терраса пустая — два-три столика заняты».
Позже кафе, утратив свою популярность, фактически превратилось в туристическую достопримечательность и было частично переоборудовано в кинотеатр.
Жизнь в кафе изображали некоторые художники и писатели, которые часто его посещали. В их числе были Модильяни, Диего Ривера, Федерико Канту, Илья Эренбург и Цугухару Фудзита, который изобразил драку в кафе в своей гравюре «A la Rotonde» 1925 года. Более поздняя версия 1927 года, Le Café de la Rotonde, стала частью его Tableau de Paris 1929 года. Посетителей кафе изобразил Александр Яковлев на картине «В кафе „Ротонда“».

### Современное положение

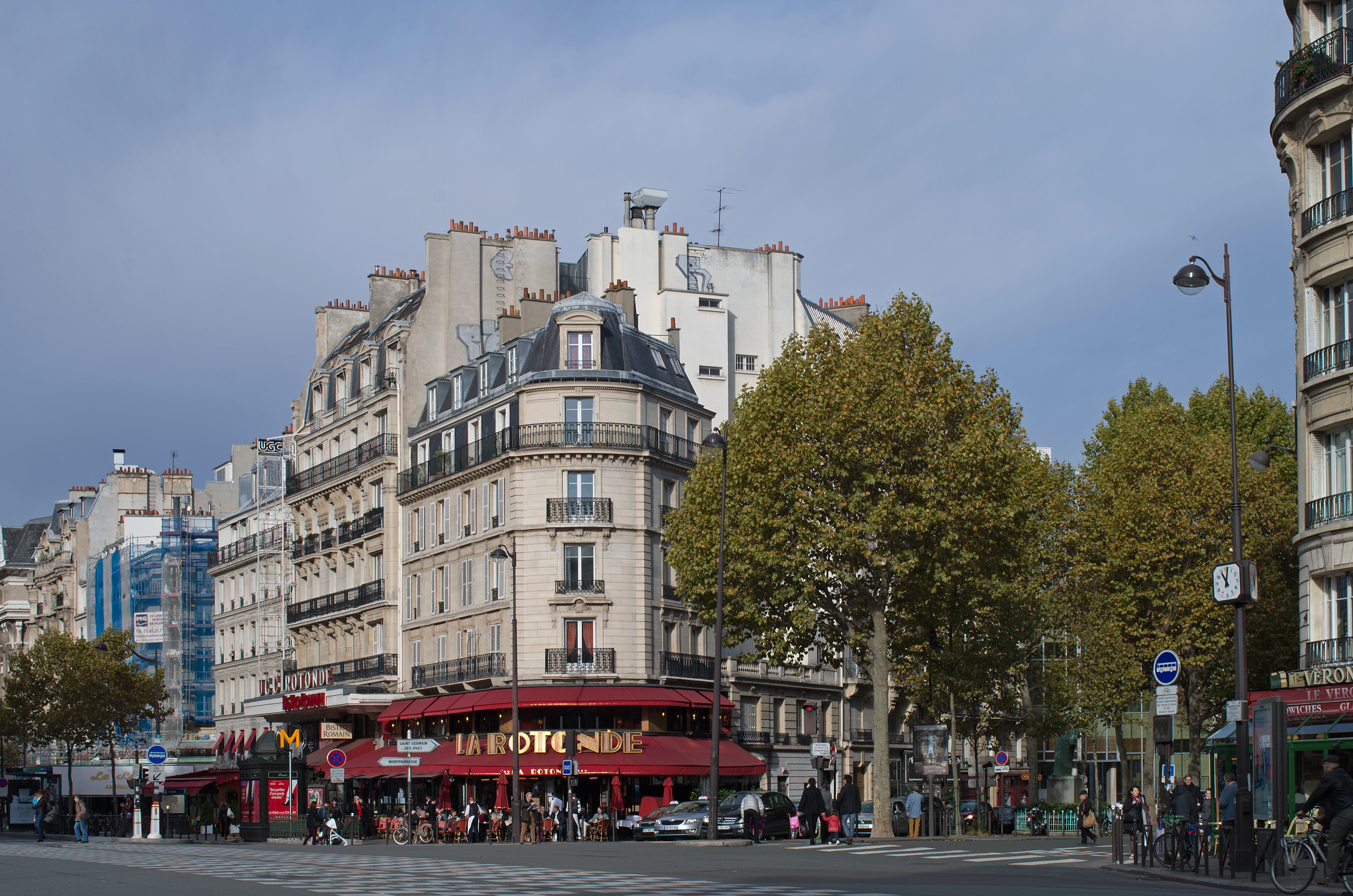
Кафе «Ротонда». Перекрёсток улицы Вавен

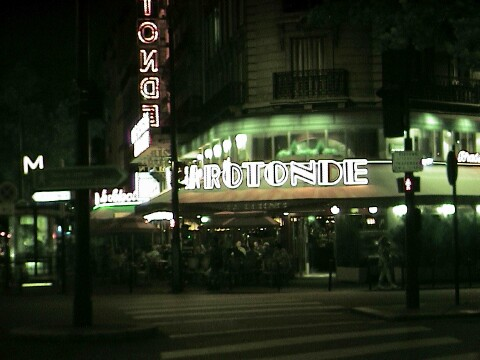
«Ротонда» ночью, 2002 г.

После различного рода реорганизаций кафе сохранило свою популярность до наших дней, в настоящее время здесь подают традиционную французскую кухню. В 2011 году будущий президент Франции Франсуа Олланд здесь праздновал свою победу на праймериз социалистической партии. В апреле 2017 года Эмманюэль Макрон после победы в первом туре и попадания во второй тур на президентских выборах во Франции отпраздновал это событие в ресторане «Ротонда», чем вызвал критику со стороны некоторых политических и общественных деятелей, сравнивших его с поведением экс-президента Николя Саркози, который спровоцировал полемику и обвинения в своём пристрастии к роскоши, отпраздновав свою победу на выборах в мае 2007 года в элитном ресторане Fouquet's (фр. Fouquet's), расположенном на Елисейских полях. Сам Макрон эти обвинения отверг, рассказав о скромном характере этой вечеринки и подчеркнув, что это был жест благодарности поддерживающим его людям, среди которых были помощники, секретари, охранники, чего не было на праздновании у Саркози. Кроме того, отмечается, что президент Франции полюбил кафе ещё со студенческих лет и в последний раз был в этом ресторане за пять дней до первого тура выборов.
В апреле 2023 года кафе пострадало от пожара в ходе протестов во Франции.

## В искусстве
- В первом романе Ильи Эренбурга «Необычайные похождения Хулио Хуренито» (1922) сюжет романа с первых строк начинается именно в этом кафе: «26 марта 1913 года я сидел, как всегда, в кафе „Ротонда“ на бульваре Монпарнас перед чашкой давно выпитого кофе, тщетно ожидая кого-нибудь, кто бы освободил меня, уплатив терпеливому официанту шесть су»[39]. После этого в кафе заходит Хулио Хуренито, которого рассказчик и посетители приняли за чёрта. По этому поводу в своих воспоминаниях писатель заметил: «Я встретил в „Ротонде“ людей, сыгравших крупную роль в моей жизни, но ни одного из них я не принял за чёрта — мы все тогда были и чертями и мучениками, которых черти жарят на сковородке»[11].
- В 1928 году вышло последнее крупное произведение писателя-эмигранта И. Д. Сургучёва, роман с элементами мистики «Ротонда» о жизни русской эмиграции в Париже. Сюжетная линия романа неразрывно связана с кафе «Ротонда»[40]. В 1927 году он писал в своём очерке: «В Парижской республике много „Ротонд“, но на Монпарнасе находится подлинная „Ротонда“, указанная в путеводителях всех цветов и прославленная во всех литературах, кроме русской: пытался писать о ней Эренбург, но нельзя же в самом деле называть русской литературой папье-маше Эренбурга?»[41] Кроме того с учётом того, что ротонда как архитектурное сооружение представляет собой круглую постройку, считается, что в названии романа заложена идея цикличности, содержащая в себе развитие описываемых в нём событий[42].
- Кафе можно увидеть в музыкальном фильме 1986 года «Под вишнёвой луной», снятом Принсом.